# Anexión de Goa de 1961
La anexión de Goa (también llamada invasión de la India portuguesa, invasión de Goa, o liberación de Goa por las fuerzas indias) fue un ataque militar sin declaración de guerra previa de la India contra Portugal, entre el 18 y 19 de diciembre de 1961.

## Historia

Ubicación de Goa en la India actual.

Con el nombre clave Operation Vijay (en hindi: विजय Vijay, lit. "Victoria"), la campaña militar, efectuada por las Fuerzas Armadas de India, terminó con 451 años de soberanía portuguesa en la zona de la península del Indostán, ya que también se produjo la expulsión lusa de Damán, Diu y Angediva.
Para la India, se trató de una "campaña de liberación y recuperación" de un territorio que "le pertenecía", y que "le había sido arrebatado 450 años antes". La India argumentó que no pudo "recuperar" el territorio antes, porque "durante 430 años estuvo sometida a dominación colonial".
Portugal, en cambio, lo consideró una invasión y violación de su soberanía. Se intentaron mandar refuerzos desde Lisboa, para lo cual se pidió al Reino Unido el uso de los aeródromos que controlaba en el trayecto, pero fue rechazado. La desobediencia por parte del gobernador Manuel António Vassalo e Silva de las órdenes del Gobierno portugués de realizar una resistencia numantina, fue interpretada como una traición. Para el Gobierno portugués el desenlace fue algo traumático porque era su posesión más preciada en Asia; en respuesta, Portugal se negó a aceptar el resultado de los hechos, no reconociendo la ocupación india de Goa y rompió inmediatamente relaciones diplomáticas con el país invasor. Portugal y la India no restablecerían relaciones diplomáticas hasta que se instauró un nuevo Gobierno en Portugal en 1974.
Veintidós indios y treinta portugueses murieron en la lucha. El breve conflicto suscitó una mezcla de alabanza y condena mundial.